# Dagmar Lange
Dagmar Maria Lange, med författarnamnet Maria Lang, född 31 mars 1914 i Västerås, död 8 oktober 1991 i Nora, var en svensk deckarförfattare, litteraturvetare och skolledare. Tillsammans med Stieg Trenter, Hans-Krister Rönblom och Vic Suneson räknas Lang som en av "de fyra stora" svenska deckarförfattarna under 1940–1960-talen.

## Biografi
Dagmar Lange växte upp i Nora i Bergslagen som dotter till Elsa Keijser och Clas Lange, redaktör och ansvarig utgivare för Bergslagens Tidning. Hon avlade studentexamen vid Rudbeckianska gymnasiet i Västerås 1933 och studerade sedan vid Uppsala universitet, men fortsatte snart vid Stockholms högskola. Hon disputerade där 1946 i litteraturhistoria på en avhandling om Pontus Wikner (Pontus Wikner som vitter författare). Hon debuterade som skönlitterär författare 1949 och hann skriva 42 kriminalromaner för vuxna, en novellsamling och fyra ungdomsdeckare. Den sista boken kom ut 1990, "Se Skoga och sedan ...".

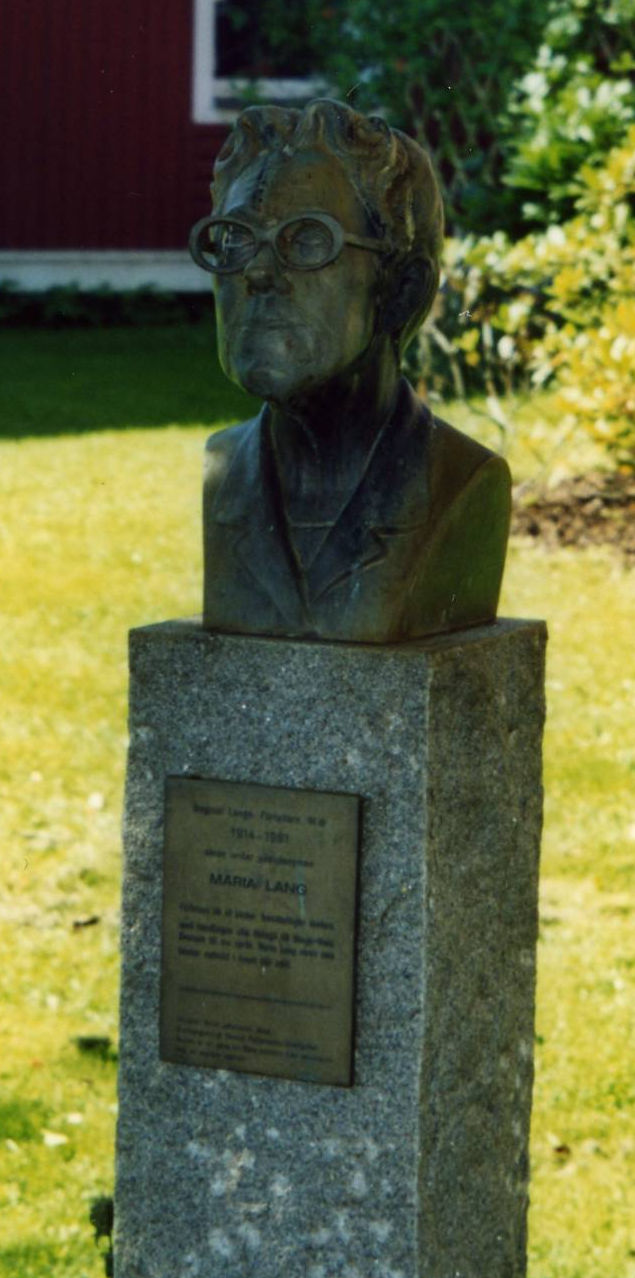
Byst över Maria Lang av Rune Johansson, Strandpromenaden i Nora

Dagmar Lange var under åren 1948–1968 studierektor vid Nya elementarskolan för flickor – Ahlströmska skolan på Östermalm i Stockholm och lektor där åren 1952–1972. Under tiden som studierektor bodde hon i skolans västra flygel på Kommendörsgatan 31. Somrarna tillbringade hon i Nora, där hon också bosatte sig efter pensioneringen.
Hon ingick som en av de tretton ledamöterna i den Svenska Deckarakademin från dess instiftande 1971 men lämnade akademin två år senare efter interna motsättningar. Hon var även under många år musikkritiker (opera) för Vecko-Journalen.
Dagmar Lange är begraven på Norra kyrkogården i Nora.
Dagmar Lange är numera hyllad av staden med en byst invid Norasjön, och hennes systerson Ove Hoffner guidar "mordvandringar" i Nora i Maria Langs fotspår. Den första biografin om henne, Maria Lang – Vår första deckardrottning, utkom 2014 i samband med Langes 100-årsdag den 31 mars.

## Författarskap
Detektivromanen Mördaren ljuger inte ensam (1949) är Maria Langs första skönlitterära bok. Innan upplösningen kommer har två människor mördats och en begått självmord. Det som utlöser dödsfallen är att två av huvudpersonerna lever i en hemlig homosexuell relation; Langes akademiska engagemang i Pontus Wikner lyser igenom. Att ha en homosexuell kärleksrelation i en roman var väldigt ovanligt så tidigt som 1949. Berättarfiguren Puck Ekstedt (så småningom gift Bure) är hjältinna i Langs första åtta böcker.
Kommissarien Christer Wijk, en bergslagsk lord Peter Wimsey som Lang löst skall ha baserat på chefen för Riksmordkommissionen, kriminalkommissarien Nils Fahlander, förekommer i alla detektivromanerna (utom ungdomsdeckarna). Hans uppgift är vanligen att utreda mord inom borgerliga kretsar där känslorna kokar och erotiska hemligheter frodas under en sval och kontrollerad yta. Miljön var ofta småstaden Skoga, som i verkligheten var Langes hemstad Nora, där hon gärna promenerade runt ensam nattetid för att få inspiration till nya pusseldeckare. 
I romanen Ofärd i huset bor (1959) möter Christer Wijk operasångerskan Camilla Martin, som senare blir hans hustru; Dagmar Lange var mycket intresserad av opera.
Tre små gummor (1963) är Langs enda historiska detektivroman och utspelas år 1929. Några av de återkommande personerna i Langs böcker medverkar i boken i yngre upplagor, däribland en tioårig Christer Wijk som lämnar vissa vittnesuppgifter. 
Vem väntar på värdshuset? (1972) är en deckare som utspelas på Kolbäcks gästgivaregård. Maria Lang bodde på detta gästgiveri under en längre tid när hon skrev boken. 
En person som förekommer emellanåt i böckerna är deckarförfattarinnan Almi Graan, i mångt och mycket ett självporträtt; namnet Almi Graan är ett anagram på Maria Lang. Hon debuterar i Vår sång blir stum från 1960, en roman som utspelas kring en gammaldags studentexamen.
Lang skrev även manus till TV-serien Håll polisen utanför som sändes första gången 1969.
År 1985 gav hon ut sin självbiografi Vem är du? Dagmar Lange eller Maria Lang som skildrar hennes liv med utgångspunkt från inskickade läsarfrågor.

### Deckare
- Mördaren ljuger inte ensam (1949), filmatiserad 2013
- Farligt att förtära (1950)
- Inte flera mord (1951), filmatiserad 2013
- En skugga blott (1952)
- Rosor, kyssar och döden (1953), filmatiserad 2013
- Tragedi på en lantkyrkogård (1954), filmatiserad 1960 (som När mörkret faller) och 2013
- Se döden på dig väntar (1955)
- Mörkögda augustinatt (1956)
- Kung Liljekonvalje av dungen (1957), filmatiserad 1961 (som Ljuvlig är sommarnatten) och 2013
- Farliga drömmar (1958), filmatiserad 2013
- Ofärd i huset bor (1959)
- Vår sång blir stum (1960)
- Att vara kvinna (1961)
- En främmande man (1962)
- Tre små gummor (1963) – historisk deckare, utspelas 1929
- Ögonen (1964), novellsamling
- Siden sammet (1964)
- De röda kattorna (1965)
- Svart sommar (1966)
- Vitklädd med ljus i hår (1967)
- Ingen returbiljett (1968)
- Intrigernas hus (1969)
- Staden sover (1970)
- Mördarens bok (1971)
- Vem väntar på värdshuset? (1972)
- Vi var tretton i klassen (1973)
- Det är ugglor i mossen (1974)
- Dubbelsäng i Danmark (1975)
- Körsbär i november (1976)
- Arvet efter Alberta (1977)
- Camilla vid skiljevägen (1978)
- Svar till Ensam Eva (1979)
- Inga pengar till Vendela (1980)
- Gullregn i oktober (1981)
- Docka vit, Docka röd (1982)
- Fyra fönster mot gården (1983)
- Använd aldrig arsenik (1984)
- Klappa inte katten (1985)
- Dödligt drama på Dramaten (1986)
- Ånglok 16 på fel spår (1987)
- Tvillingen i spegeln (1988)
- Flyttbil försvunnen (1989)
- Se Skoga och sedan... (1990)

### Ungdomsdeckare
- Akta dej, Katja! (1971)
- Hjälp mej, Katja! (1972)
- Jan och Katja jagar jultomten (1975)
- Jan och Katja jagar en kista (1977)

### Memoarer
- Lange, Dagmar (1985). Vem är du?: Dagmar Lange eller Maria Lang. Stockholm: Norstedt. Libris 7154189. ISBN 9118522521